# Днепровский национальный университет железнодорожного транспорта
Днепровский национальный университет железнодорожного транспорта имени академика В. Лазаряна (укр. Дніпровський національний університет залізничного транспорту ім. академіка В. Лазаряна) — высшее учебное заведение в Днепре, готовящее инженерные кадры для железнодорожного транспорта. Работает с 1930 года.
Университет имеет в своем составе 11 факультетов, технический лицей, бизнес-школу, филиалы во Львове и Одессе. 39 кафедр включают 20 филиалов на предприятиях железнодорожного транспорта.
В 2021 году правительство Украины приняло решение о создании Украинского государственного университета науки и технологий, посредством присоединения к нему Днепровского национального университета железнодорожного транспорта имени академика В. Лазаряна и Национальной металлургической академии Украины.

## Структура
- Факультет управления энергетическими процессами
- Механический факультет
- Факультет «Промышленное и гражданское строительство»
- Факультет «Управление процессами перевозок»
- Факультет «Гуманитарное образование и работа с иностранными студентами»
- Факультет «Организация строительства дорог»
- Факультет «Экономико-гуманитарный»
- Факультет «Техническая кибернетика»
- Учебно-научный центр «Мосты и тоннели»
- Центр дистанционного образования
- Научно-техническая библиотека (укр. Науково-технічна бібліотека Дніпровського національного університету залізничного транспорту імені академіка В. Лазаряна)

## История
- 23 марта 1930 года в Днепропетровске на базе политехникума и факультета инженеров путей сообщения Киевского политехнического института был основан Институт инженеров железнодорожного транспорта (ДИИТ). Созданный в центре металлургической промышленности Украины и крупном железнодорожном узле институт в короткое время развернул подготовку квалифицированных специалистов. В годы первой пятилетки силами студентов, преподавателей, рабочих и служащих были построены учебный корпус, общежитие, столовая и жилые дома. За 3-4 года вырос благоустроенный институтский городок. Тогда в институте работали 62 преподавателя, в том числе 5 профессоров и 12 доцентов.
- В 1931 году в институте открыта аспирантура, организованы три факультета : строительный, механический и электромеханический.
- В 1933 году за успешную работу по созданию материально-технической базы и подготовку специалистов для железнодорожного транспорта ДИИТ награждён Почетной Грамотой ВЦИК СССР.
- В 1934 году состоялся первый выпуск 190 дипломированных инженеров. На XVII съезде партии ДИИТ был назван одним из лучших среди вузов страны.
- В 1935 году институт в числе 24 лучших вузов страны награждается Почетной Грамотой ЦИК СССР.
- В 1938 году открыт паровозный факультет.
- В годы Великой Отечественной войны более тысячи студентов, аспирантов, преподавателей, рабочих и служащих ДИИТа вступили в ряды Советской Армии. Институт был эвакуирован в Новосибирск. В память о погибших студентах в центре институтского городка воздвигнут монумент. В 1944 году институт вернулся в городок, значительна часть зданий которого была превращена в руины.
- К 1947 году восстановление института в основном было закончено, а к 1950 году — двадцатилетию ДИИТа — институтский городок был полностью восстановлен.
- В 1950—1970 годы были введены в строй новый учебный корпус, студенческое общежитие, стадион, бассейн, спорткомплекс и другие объекты. Открыт собственный Вычислительный центр. Институт стал крупным транспортным вузом.
- 1970—1986 годы. ДИИТ неоднократно награждался переходящим Красным знаменем Укрсовпрофа, ЦК ЛКСМУ и МВО УССР, которое в 1975 году было оставлено в институте навечно; в 1978 — Почетной Грамотой ЦК ВЛКСМ, в 1980 — орденом Трудового Красного Знамени, а в 1986 году — переходящим Красным знаменем ЦК КПСС, Совета Министров СССР, ВЦСПС, ЦК ВЛКСМ.
- В 1993 году ДИИТ получил статус университета.
- В 2002 году ДИИТ получил статус национального университета. После этого его полное название — Днепропетровский национальный университет железнодорожного транспорта имени академика В.Лазаряна.
- 11 октября 2002 университету присвоено имя академика В. Лазаряна.
- 6 мая 2010 года университет подчинён Министерству транспорта и связи Украины.
- 6 октября 2011 года университет подчинён Министерству инфраструктуры Украины.
- 28 февраля 2012 года университет подчинён Министерству образования и науки, молодежи и спорта Украины.

## Ректоры
- Н. М. Федиченко (1930−1937)
- П. А. Чумаченко (1937—1938)
- И. И. Иванов — (1938—1941)
- В. А. Лазарян — (1941—1958)
- Н. Р. Ющенко — (1958 — май 1971)
- В. А. Каблуков — (1971−1997)
- А. Н. Пшинько — (1997—2022)
- А. Г. Величко (и. о., с 2022)

## Студенческий городок

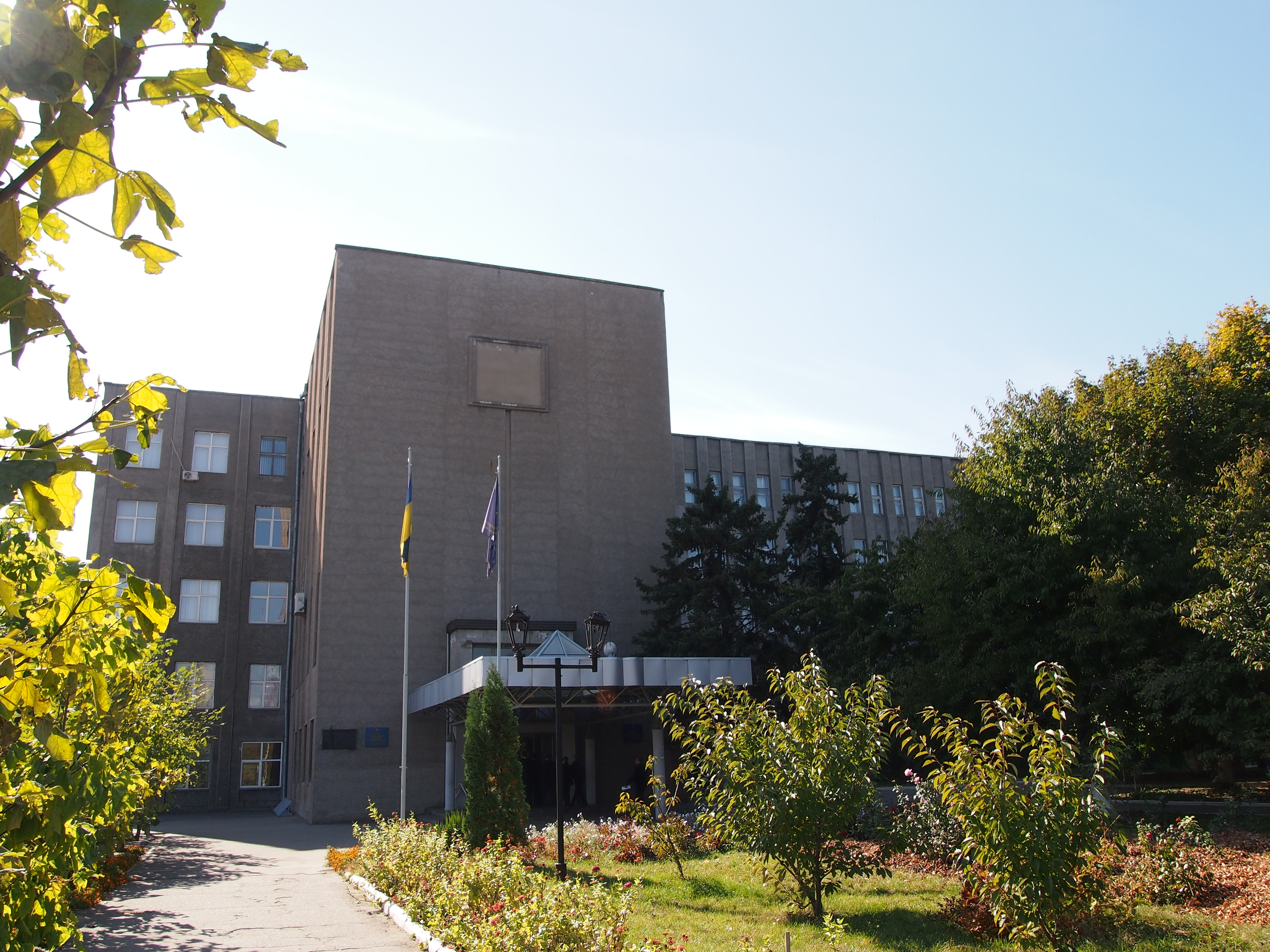
Учебный корпус

В годы первой пятилетки в 1930—1935 годах силами студентов, преподавателей, рабочих и служащих были построены учебный корпус, общежитие, столовая и жилые дома. За 3-4 года был устроен уютный институтский городок.
Институт находится в парке. ДИИТ имеет два учебных корпуса. В 1984 году был открыт Дворец культуры студентов ДИИТа. Есть спортивный комплекс. На территории городка есть столовая на 600 мест.

## Библиотека
Научно-техническая библиотека является основным инициатором и исполнителем внедрения новых цифровых моделей научной коммуникации.

## Известные[кому?]преподаватели
- Бараш Юрий Савельевич
- Блохин Евгений Петрович
- Бобровский Владимир Ильич
- Боднар Борис Евгеньевич
- Винокуров Михаил Васильевич
- Гусев Борис Владимирович
- Данович Виктор Данилович
- Зазимко Валерия Георгиевна
- Каблуков Виктор Агапиевич
- Колесов Святослав Николаевич
- Косолапов Анатолий Аркадьевич
- Лазарян Всеволод Арутюнович
- Плахотник Владимир Николаевич
- Пшинько Александр Николаевич
- Радкевич Анатолий Валентинович
- Распопов Александр Сергеевич
- Рисс Иосиф Григорьевич
- Савчук Орест Макарович
- Федиченко Никандр Михайлович
- Ющенко Николай Романович

## Известные[кому?]выпускники
- Белинский, Владимир Брониславович (1936) — мостостроитель, писатель, автор книги «Страна Моксель».
- Гриценко Николай Олимпиевич (1931) — Народный артист СССР.
- Киперман, Вера Викторовна (1982).
- Козак, Владимир Васильевич (1959) — министр инфраструктуры Украины.
- Махитаров, Леонтий Григорьевич (1937—1999) — инженер-строитель и поэт, главный инженер дирекции строительства Байкало-Амурской магистрали в 1985—1993 годах, главный инженер Байкало-Амурской железной дороги в 1993—1997 годах.
- Мирошниченко, Роман Максимович (1977) — гитарист, продюсер.
- Паристый, Иван Леонтьевич (1930—2005) — железнодорожник, руководитель Московской железной дороги (1978—1998).
- Селезнёв, Михаил Сергеевич (1923—2010) — писатель.
- Супрун, Владимир Николаевич (1955) — начальник Свердловской железной дороги (филиал ОАО «РЖД»).